# Айова-Фоллс (Айова)
Айова-Фоллс (англ. Iowa Falls) — місто (англ. city) в США, в окрузі Гардін штату Айова. Населення — 5106 осіб (2020).

## Географія
Айова-Фоллс розташована за координатами 42°31′9″ пн. ш. 93°15′58″ зх. д. / 42.51917° пн. ш. 93.26611° зх. д. (42.519169, -93.266050).  За даними Бюро перепису населення США в 2010 році місто мало площу 14,08 км², з яких 13,88 км² — суходіл та 0,20 км² — водойми.

## Демографія
Згідно з переписом 2010 року, у місті мешкало 5238 осіб у 2207 домогосподарствах у складі 1295 родин. Густота населення становила 372 особи/км².  Було 2462 помешкання (175/км²).
Расовий склад населення:
| - 94,0 % — білих - 2,7 % — чорних або афроамериканців - 0,7 % — азіатів - 0,4 % — корінних американців - 1,0 % — осіб інших рас |

До двох чи більше рас належало 1,1 %. Частка іспаномовних становила 3,9 % від усіх жителів.
За віковим діапазоном населення розподілялося таким чином: 21,2 % — особи молодші 18 років, 56,4 % — особи у віці 18—64 років, 22,4 % — особи у віці 65 років та старші. Медіана віку мешканця становила 40,9 року. На 100 осіб жіночої статі у місті припадало 93,0 чоловіків;  на 100 жінок у віці від 18 років та старших — 89,5 чоловіків також старших 18 років.
Середній дохід на одне домашнє господарство  становив 61 888 доларів США (медіана — 48 118), а середній дохід на одну сім'ю — 70 055 доларів (медіана — 62 065). Медіана доходів становила 46 885 доларів для чоловіків та 32 034 долари для жінок. За межею бідності перебувало 8,2 % осіб, у тому числі 5,5 % дітей у віці до 18 років та 6,9 % осіб у віці 65 років та старших.
Цивільне працевлаштоване населення становило 2305 осіб. Основні галузі зайнятості: освіта, охорона здоров'я та соціальна допомога — 24,7 %, роздрібна торгівля — 13,8 %, виробництво — 13,1 %.